# 郑州美术学院
郑州美术学院，是一所位于中国河南省郑州市的私立大学，是河南省第一所独立设置的艺术本科学校。

## 历史沿革
2001年，郑州轻工业大学易斯顿美术学院成立。
2023年6月，郑州轻工业大学易斯顿美术学院分立为郑州美术学院。

## 专业设置
学校设置美术学、设计学2个一级学科，涵盖10个本科专业：
- 绘画
- 雕塑
- 书法学
- 中国画
- 有视觉传达设计
- 环境设计
- 服装与服饰设计
- 产品设计
- 数字媒体艺术
- 工艺美术